# Premier congrès des écrivains allemands
Le premier congrès des écrivains allemands eut lieu à Berlin du 4 au 8 octobre 1947. Il s'agissait du premier congrès d'écrivains qui portât des revendications pangermanistes, malgré la division de l'Allemagne en quatre zones d'occupation après la Seconde Guerre mondiale. L'un des co-organisateur du premier congrès, Johannes R. Becher devint plus tard le premier ministre de la culture de RDA.
ll s'agit aussi du dernier congrès des écrivains regroupant tous les Allemands, car lors du deuxième congrès des écrivains allemands, les auteurs vivant en zone d'occupation soviétique, ne purent venir. Ce second congrès qui se déroula à Francfort, permit l'émergence du Groupe 47.

## Lieux et organisateurs
Plus de 280 écrivains se réunirent au Théâtre Hebbel (de) et dans l'actuel Deutsches Theater de Berlin. Près de la moitié d'entre eux étaient Berlinois. C'est l'administration soviétique qui fut surtout porteuse de ce projet, par l'entremise de la SMAD qui envoya des responsables culturels en observateurs. La rencontre fut néanmoins placée sous l'égide des quatre zones d'occupations. L'initiateur de la rencontre est l'écrivain et résistant allemand Günther Weisenborn, qui souhaitait que la culture puisse renaître de Berlin détruit par la guerre. L'organisation du congrès fut concrètement assumée par l'Association culturelle pour le renouveau démocratique de l'Allemagne (devenue ensuite l'Association culturelle de la RDA) et par l'Association de protection des auteurs allemands.
Parmi les auteurs présents au congrès il reste cependant notable que la majorité des auteurs présents sont issus de la zone d'occupation soviétique, les deux tiers d'entre eux. Cela s'explique par la forte émigration d'auteurs allemands depuis la zone américaine du fait de la forte censure que celle-ci applique contre les écrits à orientation communiste. Ceci explique les tensions qui eurent lieu autour du discours de Lasky critiquant la censure soviétique.

## Déroulement

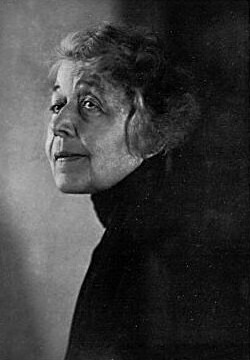
Ricarda Huch était la « Grande Dame » du Congrès : elle l'a ouvert et fermé.

L'invitation du congrès précisait qu'il fallait montrer au monde qu'il y avait dans l'Allemagne détruite des forces créatrices en nombre suffisant pour permettre à la culture du pays détruit de renaître. Après la cérémonie d'accueil du 4 octobre, eut lieu le 5 octobre une cérémonie publique de commémoration nommée « Mort et Espoir » (en allemand : Tod une Hoffnung). Prirent ensuite la parole notamment Ricarda Huch - qui ouvrit le congrès - et Wilhelm Unger - président du PEN International de Londres. La délégation soviétique arriva ensuite. Les jours suivants furent dédiés à des séances de travail sur des questions telles que l'émigration et l'immigration, la génération sacrifiée pendant la guerre, l'art politique, l'appauvrissement de la langue dû à la propagande du IIIe Reich, la situation difficile du commerce du livre et de l'édition après la guerre. Il y avait un consensus sur le fait que la littérature se devait d'être antifasciste. Une résolution fut par ailleurs adoptée contre l'antisémitisme.
Un évènement fit scandale le matin du 7 octobre quand le journaliste et auteur américain Melvin Lasky tint un discours sur la censure où il évoqua sans détour celle opérée par le gouvernement soviétique dans sa zone d'occupation. Le président de la conférence, Günther Birkenfeld, eut alors du mal à contenir les protestations de l'assistance. Lasky put terminer son discours, mais avec de nombreuses interruptions. Le SMAD insista pour obtenir un droit de réponse. Valentin Kataïev tint un discours polémique contre Lasky, l'accusant de bellicisme et critiquant ses compétences d'écrivain,.
Parmi les écrivains et éditeurs connus qui participèrent au congrès figurent Ricarda Huch, Günther Weisenborn, Anna Seghers, Elisabeth Langgässer, Klaus Gysi, Wolfgang Harich, Alexander Abusch, Ernst Niekisch, Willi Bredel, Stephan Hermlin et Ernst Rowohlt.